# Formación Angostura Colorada
La Formación Angostura Colorada es una formación geológica que aflora en las provincias de Chubut y Río Negro. Corresponde a depósitos continentales del Cretácico Superior (Campaniano) datados alrededor de 74 a 70 millones de años.

## Estratigrafía
El análisis detallado de la Fm. Angostura Colorada en la región de Ingeniero Jacobacci, Río Negro y Gastre, Chubut, aflorante en el sector occidental del Macizo Nordpatagónico,  ha permitido la definición de tres miembros. Estas litofacies se agrupan en tres asociaciones principales: abanico aluvial (miembro inferior), ríos entrelazados arenosos (miembro medio) y planicie de inundación (miembro superior) desarrolladas dentro de una secuencia de rift. En los dos últimos miembros, se aprecia el resultado de una gran actividad volcánica, con el comienzo de la Cordillera de los Andes. Suprayacentemente se deposita la Formación Coli Toro (Maastrichtiano Inferior).

## Paleogeografía
La paleogeografía de esta unidad muestra dos sistemas paleodeposicionales diferentes, hacia el suroeste un abanico aluvial que desagua hacia el noreste y hacia el noreste un sistema de ríos entrelazados que desaguan hacia el sureste y que corre perpendicular al sistema anterior dentro de un amplio paleovalle. Posteriormente, depósitos de planicie de inundación se desarrollan hacia el este, los mismos son equivalentes a la Formación Los Alamitos. 

## Paleontología
En esta formación se halló el saurópodo Aeolosaurus.